# Pseudothelphusa ayutlaensis
Pseudothelphusa ayutlaensis is een krabbensoort uit de familie van de Pseudothelphusidae. De wetenschappelijke naam van de soort is voor het eerst geldig gepubliceerd in 1997 door Alvarez & Villalobos.